# Bumin Qaghan
Bumin Qaghan (in turco antico: Bumïn Qaγan, oppure Bumın Kagan o Illig Qaghan,
cinese tradizionale: 伊利可汗, Pinyin: Yīlì Kèhán, Wade-Giles: i-li k'o-han; 490 – 12 marzo 552) è stato un condottiero turco, fondatore del Khaganato turco occidentale. Era il figlio maggiore di Tuwu del clan turco degli Ashina (吐務 / 吐务) e il comandante dei Turchi sotto la sovranità del Khanato di Rouran. È anche menzionato come "Tumen" (土門, 吐門, comandante di diecimila) del Khanato di Rouran.

## Biografia
Secondo la Storia delle dinastie settentrionali e lo Zizhi Tongjian, nel 545 la tribù di Tumen iniziò a sollevarsi e invase frequentemente la frontiera occidentale di Wei. Il cancelliere dei Wei occidentali, Yuwen Tai, mandò An Nuopanto (Nanai-Banda, un sogdiana di Bukhara,) come emissario capo göktürk Tumen, nel tentativo di stabilire una relazione commerciale. Nel 546, Tumen pagò tributo allo stato dei Wei occidentali. In quello stesso anno, Tumen stroncò una rivolta delle tribù tiele contro il Khaganato di Rouran, i loro grandi feudatari. In seguito a questo, Tumen si sentì in diritto di chiedere una principessa dei Rouran in moglie. Il qaghan rouran, Anagui, mandò un messaggio rifiutando questa richiesta e aggiungendo: "Tu sei il mio schiavo maniscalco. Come osi pronunciare queste parole?" Bumin si adirò, uccise l'emissario di Anagui e troncò le relazioni con il Khaganato di Rouran. L'insulto "maniscalco" di Anagui (鍛奴 / 锻奴, Pinyin: duàn nú, Wade–Giles: tuan-nu) fu registrato nelle cronache cinesi. Alcune fonti affermano che i membri dei Tujue prestavano effettivamente servizio come maniscalchi per l'élite rouran, e che "schiavitù dei maniscalchi" può riferirsi a un tipo di vassallaggio che prevaleva nella società rouran. Nondimeno, dopo questo incidente Bumin emerse come il capo della rivolta contro i Rouran.

## La vittoria dei Turchi sui Juan Juan
Nel 551, Bumin richiese una principessa wei occidentale in matrimonio. Yuwen Tai lo concesse e mandò la principessa Changle dei Wei occidentali a Bumin. Nello stesso anno quando l'imperatore Wen dei Wei occidentali morì, Bumin mandò una delegazione e donò duecento cavalli.
L'inizio delle relazioni diplomatiche formali con la Cina rafforzò l'autorità di Bumin tra i Turchi. Alla fine egli unì le tribù turche locali e si scosse di dosso il giogo della dominazione rouran. Nel 552 l'esercito di Bumin sconfisse le forze di Anagui a nord di Huaihuang e allora Anagui si suicidò. Con la loro sconfitta Bumin si proclamò "Illig Qaghan" e rese sua moglie qaghatun. Secondo i complessi commemorativi di Bilge Qaghan e Kul Tigin, Bumin e Istämi governarono il popolo in base alle leggi turche e lo fecero prosperare.

## Morte e famiglia
Bumin morì parecchi mesi dopo essersi proclamato Illig Qaghan. Rimase sempre sposato alla principessa Changle dei Wei occidentali.
Discendenti:
- Ashina Keluo (阿史那科罗) - Issig Qaghan
- Ashina Qijin (阿史那俟斤) - Muqan Qaghan
- Taspar Qaghan
- Ashina Kutou (阿史那庫頭) - Ditou Qaghan (nominato da Muqan Qaghan come khagan minore del ramo orientale dell'Impero turco)[18]
- Mahan Tigin - khagan minore nominato da Taspar Qaghan[19]
- Rudan Qaghan (褥但可汗)[20]
  - Böri Qaghan (步離可汗) - khagan minore nominato da Taspar Qaghan[20]

## Eredità
Gli successero suo fratello Istämi nella parte occidentale e da suo figlio Issik Qaghan nella parte orientale. In meno di un secolo, il suo khaganato si espanse includendo la maggior dell'Asia centrale.